# ハーバート・ジャイルズ

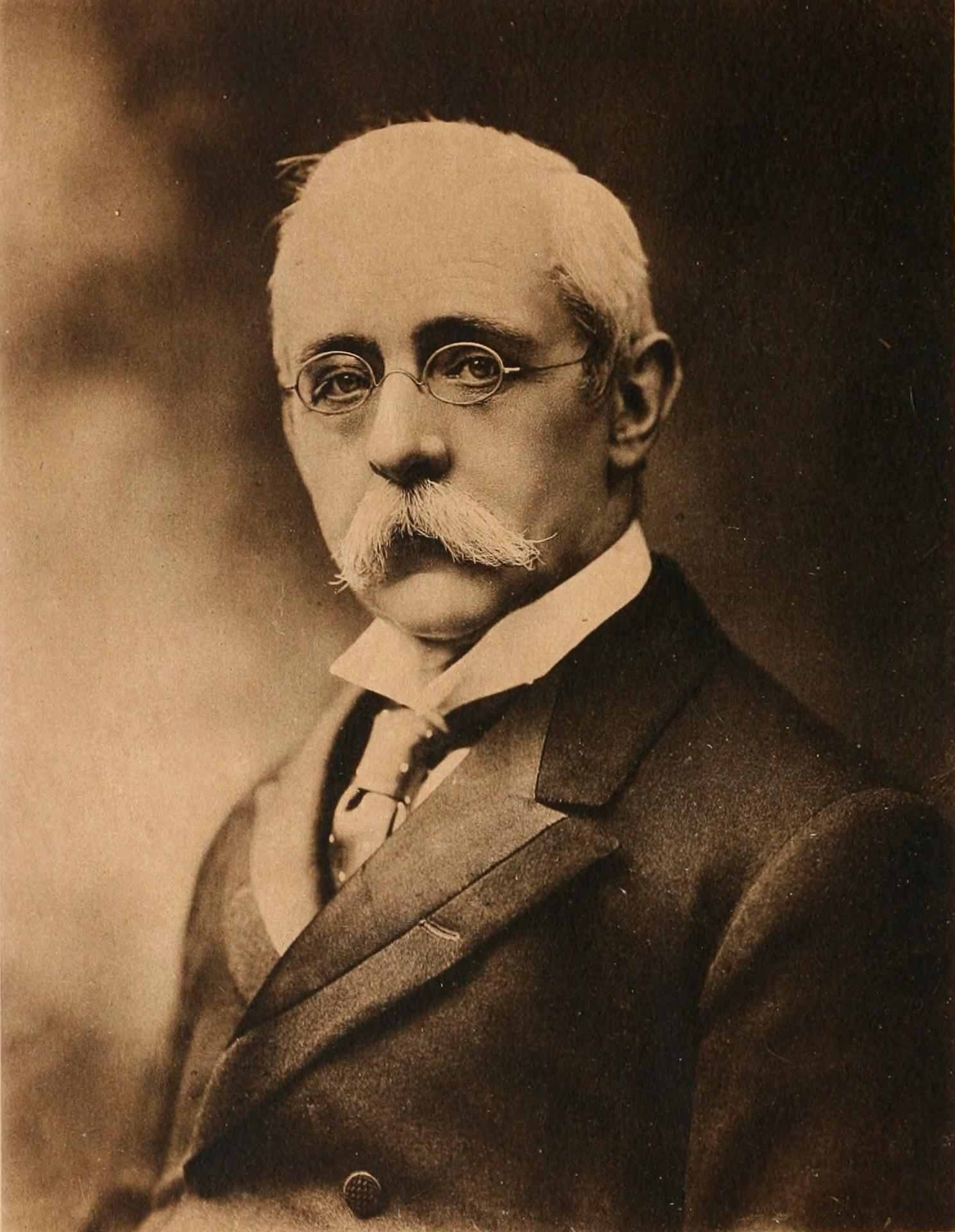

ハーバット・アレン・ジャイルズ（Herbert Allen Giles, 1845年12月18日 - 1935年2月13日）は、イギリスの外交官、中国学者。『華英辞書』の編纂によって特に知られる。漢名は姓の音写による翟理斯（ウェード式: Chai2 Li3ssŭ1, 拼音: Zhái Lǐsī, 注音: ㄓㄞ´ ㄌㄧˇㄙ）。

## 生涯
ジャイルズはオックスフォードに生まれた。チャーターハウス・スクールを卒業した後、大学には進学せずに1867年に清に渡り、中国各地のイギリス領事館で働いた。1893年にイギリスに帰った。トーマス・ウェードの没後、その後任として1897年にケンブリッジ大学の中国学教授に就任し、1932年に退官するまで35年間その職にあった。
子のライオネル・ジャイルズも中国学者で、『孫子』などの翻訳がある。

## 主な著作

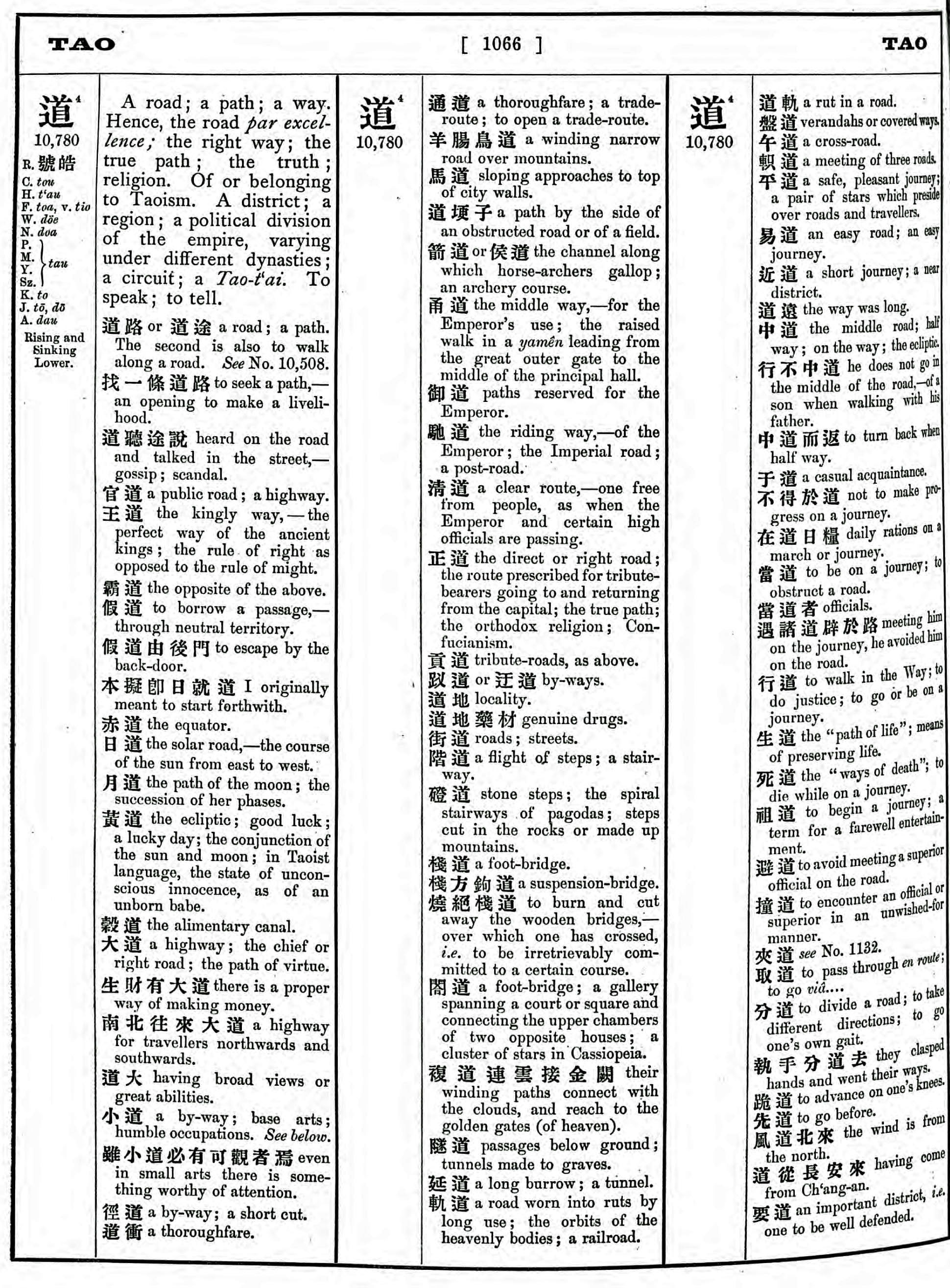
華英辞書

ジャイルズは実用的な中国語の学習書を数多く書いたが、中でも『華英辞書』(A Chinese-English Dictionary, 1892)によって知られる。この辞書は漢字をウェード式のローマ字順に並べて英語で説明をつけている。熟語や例文は漢字のみで書かれ、音はつけられていない。各字には北京音のほかに平水韻、H・E・パーカーによる各地の方言音や朝鮮・日本・安南漢字音を附していた。ジャイルズはトーマス・ウェードの『語言自邇集』とともに使うことができるように、ウェード式のローマ字を使用した。
- A Chinese-English Dictionary. London, Shanghai, Hongkong, Yokohama, Singapore. (1892) (HathiTrust, Google Books)
- A Chinese-English Dictionary (2nd ed.). London, Shanghai, Hongkong, Singapore, Yokohama. (1912)

ジャイルズはまた中国人名辞典『古今姓氏族譜』(A Chinese Biographical Dictionary, 1898)を出版した。
- A Chinese Biographical Dictionary. London, Shanghai, Yokohama. (1898)

ジャイルズは『聊斎志異』を英語に翻訳した。
- Strange Stories from a Chinese Studio. London: Thomas de la Rue. (1880) (vol 2)
- Strange Stories from a Chinese Studio (3rd ed.). Shanghai, Hongkong, Singapore, Yokohama: Kelly & Walsh. (1916)

ほかに『三字経』『仏国記』『荘子』『洗冤録』などの翻訳がある。

## 栄誉
ジャイルズは、1898年と1911年の2度にわたってフランス文学院よりスタニスラス・ジュリアン賞を受賞している。
1922年には王立アジア協会の金メダルを贈られた。

## 評価
『華英辞書』の歴史的価値と、ウェード式ローマ字がときに「ウェード・ジャイルズ式」と呼ばれることのほかは、ジャイルズの功績は現在ではほとんど忘れ去られている。ジャイルズは歴史学の学問的な訓練を受けておらず、その著作はアマチュア的と評される。ジャイルズの翻訳は、難解な箇所を読者に無断で省略してしまう欠点があった。
辞書の作成でジャイルズと協力したパーカーは、辞書の初版の刊行の2年後に、ジャイルズが中国語の文献に無知で、辞書には非常に誤りが多いと非難した。1912年の第2版では、パーカーの書いた序文とパーカーに関する言及の大部分が削除されている。また、ジャイルズの辞書の特徴である（パーカーによる）方言音は、ベルンハルド・カールグレンが『Études sur la phonologie chinoise』の中で不正確であると非難した。